# Nathalie Benzing
Nathalie Benzing (19 de marzo de 1970) es una deportista canadiense que compitió en remo. Ganó dos medallas en el Campeonato Mundial de Remo, en los años 1997 y 1999, ambas en la prueba de cuatro scull ligero.

## Palmarés internacional
| Campeonato Mundial | Campeonato Mundial      | Campeonato Mundial | Campeonato Mundial  |
| Año                | Lugar                   | Medalla            | Prueba              |
| ------------------ | ----------------------- | ------------------ | ------------------- |
| 1997               | Aiguebelette (Francia)  | Medalla de plata   | Cuatro scull ligero |
| 1999               | St. Catharines (Canadá) | Medalla de bronce  | Cuatro scull ligero |